# Chabarovsk kraj
Chabarovsk kraj är ett kraj i östra Sibirien i Ryssland, med en yta på 752 600 km² och cirka 1,3 miljoner invånare. Huvudort är Chabarovsk. En annan stor stad är Komsomolsk-na-Amure.
Qingimperiet avträdde den södra halvan av området till Ryska imperiet enligt Konventionen i Peking 1860.